# Hoạt động của Hồ Chí Minh trong giai đoạn 1911–1941
Hoạt động của Chủ tịch nước Việt Nam Dân chủ Cộng hòa Hồ Chí Minh giai đoạn 1911–1941 hay còn được gọi là Thời kỳ Bôn ba Hải ngoại kéo dài 30 năm (từ 5 tháng 6 năm 1911 đến 28 tháng 1 năm 1941). Trong tổng cộng 30 năm bôn ba ấy, Hồ Chí Minh đã phải rời xa quê hương để đến các nước phát triển học hỏi để giúp dân tộc Việt Nam thoát khỏi ách thống trị của thực dân Pháp. Bắt đầu khi Hồ Chí Minh quyết định trở thành phụ bếp trên tàu Đô đốc Latouche-Tréville với cái tên Nguyễn Văn Ba lên đường sang Pháp. Và từ đây, Hồ Chí Minh đi qua nhiều nước và không ngừng tìm tòi, học hỏi, đồng thời ông cũng sử dụng nhiều cái tên giả khác nhau. Tại Pháp, ông sáng lập một tờ báo chuyên phê phán về chế độ thực dân của người Pháp.
Là người bị ảnh hưởng bởi Chủ nghĩa Marx – Lenin, ông tới Liên Xô với mong muốn gặp được Lenin nhưng rất tiếc điều đó không bao giờ xảy ra. Trở về Việt Nam, ông hoạt động trong vùng núi rừng và không lâu sau đó bị bắt giam tại Trung Quốc.

## Thời kì 1911–1919
Theo bà Sophie Quinn-Judge, đại học LSE, London, tác giả cuốn "Hồ Chí Minh: Những năm chưa biết đến" (Hochiminh: The missing years) cho rằng việc cha ông, Nguyễn Sinh Sắc bị miễn nhiệm tại tỉnh Bình Định, đã có tác động đến cuộc sống của ông. Nguyễn Tất Thành buộc phải thôi học ở trường Quốc học Huế và trở thành thầy giáo tại Phan Thiết. Rồi ông vào Nam và ra nước ngoài.
Ngày 5 tháng 6 năm 1911, từ Bến Nhà Rồng, ông lấy tên Nguyễn Văn Ba, lên đường sang Pháp với nghề phụ bếp trên chiếc tàu buôn Đô đốc Latouche-Tréville của hãng vận tải Hợp nhất (Compagnie des Chargeurs réunis), thường được gọi nôm na là hàng Nǎm Sao, với mong muốn học hỏi những tinh hoa và tiến bộ từ các nước phương Tây. Trước đó, có một câu chuyện về quyết định của Hồ Chí Minh trước khi làm phụ bếp trên tàu; ông có một người bạn thân tên là Lê, và ông muốn cùng anh Lê đi sang Pháp, lúc đầu anh Lê đồng ý, nhưng sau đó do không đủ can đảm nên anh Lê đã thất hứa.
Trong thập niên 1960, khi nói chuyện với khách nước ngoài, ông cho biết rằng ông đã từng là lính thủy.
Khi mới sang Pháp, ông có làm đơn xin được vào học tại  Trường hành chính thuộc địa, nhưng không được chấp thuận (trong đơn này ông tự ghi là sinh năm 1892). 
Ngày 31 tháng 11 năm 1912, ông chuyển 15 đồng bạc Đông Dương cho cha mình.
Đầu tháng 12 năm 1912, ông sang Hoa Kỳ. Ngày 15 tháng 12 năm 1912, từ New York, ông viết thư cho Khâm sứ Trung Kỳ nhờ tìm địa chỉ cha mình và muốn xin cho người cha một công việc. Thư này ông ký tên là Paul Tất Thành.
Cuối năm 1913, Nguyễn Tất Thành rời nước Mỹ sang nước Anh làm nghề cào tuyết cho một trường học,  đốt lò rồi phụ bếp cho khách sạn.
Đầu năm 1914, ông gửi thư cho Phan Châu Trinh, thông báo vắn tắt tình hình bản thân, đưa ra những nhận xét về chiến tranh thế giới đang diễn ra và dự đoán những chuyển biến có thể có. Ông cũng gửi cho Phan Châu Trinh một bài thơ thất ngôn bát cú với hai câu mở đầu như sau:
Chọc trời khuấy nước tiếng đùng đùng 

Phải có kiên cương mới gọi hùng 

và hai câu kết:
Ba hột đạn thầm hai tấc lưỡi 

Sao cho ích giống mấy cam lòng.
Ngày 16 tháng 4 năm 1915, ông viết thư cho Toàn quyền Đông Dương, thông qua lãnh sự Anh tại Sài Gòn, nhờ tìm địa chỉ của cha. Thư ký tên Paul Thành.
Cuối năm 1917, ông trở lại nước Pháp, sống và hoạt động ở đây cho đến năm 1923.
Trong thời gian ở Pháp, ông làm thợ ảnh và trọ tại ngôi nhà số 9, ngõ Côngpoanh (Compoint), quận 17, Paris. Căn phòng trọ rất thiếu thốn tiện nghi, không có lò sưởi nên mùa đông rất lạnh. Bởi vậy, cũng giống như những người nghèo ở Pháp khi đó, mỗi buổi sáng mùa đông trước khi đi làm, ông để một viên gạch vào lò bếp của bà chủ nhà (tên là Jammot), chiều về lấy viên gạch ra, bọc vào trong những tờ báo cũ rồi lót xuống nệm cho đỡ rét Khi viên gạch được quấn nhiều lần bằng vải hoặc chăn, nhiệt sẽ được giữ lại khá lâu giống một túi sưởi. Phương pháp này có vẻ kỳ lạ với người thời nay, nhưng đây là cách sưởi ấm giường rất phổ biến của người nghèo châu Âu vào đầu thế kỷ 20 Hình ảnh viên gạch hồng đã trở thành nguồn cảm hứng của nhiều bài thơ viết về Hồ Chí Minh. Sau này, Tổng Lãnh sự Pháp ở Thành phố Hồ Chí Minh đã đích thân tặng Bảo tàng Hồ Chí Minh một viên gạch được phục chế trên cơ sở viên gạch cùng thời mà Nguyễn Ái Quốc đã dùng

## Thời kì ở Pháp

Nguyễn Ái Quốc, đại biểu Đông Dương thuộc Pháp trong thời gian dự Đại hội thành lập Đảng Cộng sản Pháp tại Marseille, năm 1921

Ngày 18 tháng 6 năm 1919, nhân danh một nhóm người Việt Nam yêu nước, ông phổ biến "Yêu sách của nhân dân An Nam", gồm tám điểm và được viết bằng tiếng Pháp (Revendications du peuple annamite), ký tên Nguyễn Ái Quốc và gửi tới Hội nghị Hòa bình Versailles, đòi chính phủ Pháp ân xá chính trị phạm, thực hiện các quyền tự do, dân chủ và quyền bình đẳng của dân tộc Việt Nam. Ông còn gửi thư riêng kèm theo bản yêu sách cho các đoàn đại biểu Đồng Minh dự hội nghị, nhưng không gây được sự chú ý . Từ đó ông dùng tên Nguyễn Ái Quốc.
Vào tháng 7 năm 1920, Nguyễn Ái Quốc đọc Sơ thảo lần thứ nhất những Luận cương về vấn đề dân tộc và thuộc địa của Lenin đăng trên báo L'Humanité (tờ này là cơ quan phát ngôn của Đảng Cộng sản Pháp), từ đó ông đi theo chủ nghĩa cộng sản. Ông tham dự Đại hội lần thứ 18 của Đảng Xã hội Pháp tại Tours với tư cách là đại biểu Đông Dương, trở thành một trong những sáng lập viên của Đảng Cộng sản Pháp. Sau này, ông thừa nhận: "Lúc đầu, chính là chủ nghĩa yêu nước chứ không phải chủ nghĩa cộng sản đã làm tôi tin theo Lênin, tin theo Quốc tế III".

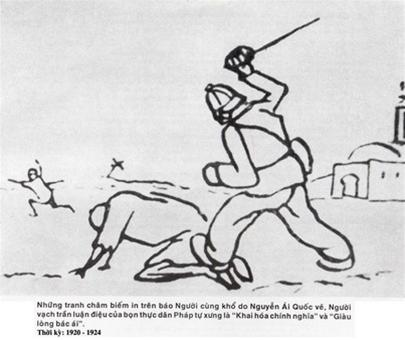
Tranh biếm họa của Nguyễn Ái Quốc cho tờ Le Paria, đời sống người dân dưới ách thống trị của thực dân Pháp

Năm 1921, ông cùng một số nhà yêu nước của các thuộc địa Pháp lập ra Hội Liên hiệp Thuộc địa (Union intercoloniale - Association des indigènes de toutes les colonies). Năm 1922, ông cùng một số nhà cách mạng thuộc địa ra báo Le Paria (Người cùng khổ). Tờ này ra được 38 số với mỗi số bán được quãng 1000 tới 5000 bản, một con số thuyết phục vào lúc bấy giờ.Ngoài ra, ông viết bài cho hàng loạt báo khác.. 
Tác phẩm Bản án chế độ thực dân Pháp (Le procès de la colonisation française) do ông viết được xuất bản năm 1925, đã tố cáo chính sách thực dân tàn bạo của Pháp và đề cập đến phong trào đấu tranh của các dân tộc thuộc địa. Ông là trưởng Tiểu ban Đông Dương của Đảng Cộng sản Pháp.
Năm 1923, với tư cách đảng viên Đảng Cộng sản Pháp, ông ra tranh cử vào Hạ viện Pháp, nhưng thất bại. Trong lần đầu tiên tham gia bầu cử Quốc hội đó, Đảng Cộng sản Pháp giành được tất cả 1,2 triệu phiếu ủng hộ trên tổng số 5 triệu phiếu cử tri, nhưng Nguyễn Ái Quốc trượt chân dân biểu Quốc hội.
Trong toàn bộ thời gian sống trên đất Pháp, ông trang trải cuộc sống bằng cách làm việc nửa ngày. Thoạt đầu, ông làm thuê tại một tiệm rửa ảnh và được Phan Văn Trường nhượng quyền cho thuê lại một căn phòng. Sau đó, ông đi vẽ khoán cho một xưởng vẽ truyền thần và thuê một phòng tại căn nhà số 9 ngõ Compoint, Quận 17, Paris. Ông theo học dự thính tại Đại học Sorbonne và được coi là mọt sách tại Thư viện Quốc gia Pháp.

## Thời kỳ ở Liên Xô lần thứ nhất
Tháng 6 năm 1923, Nguyễn Ái Quốc đến Moskva học tập tại Trường Đại học Lao động Cộng sản Phương Đông của Quốc tế Cộng sản. Tại Đại hội lần thứ 5 Quốc tế Cộng sản ông được cử làm ủy viên Ban Phương Đông, phụ trách Cục Phương Nam.
Nếu như Marx bàn nhiều về cuộc đấu tranh chống chủ nghĩa tư bản, Lenin bàn nhiều về cuộc đấu tranh chống chủ nghĩa đế quốc, thì Nguyễn Ái Quốc dành sự quan tâm đặc biệt đến cuộc đấu tranh chống chủ nghĩa thực dân. Trong Tham luận trình bày tại Đại hội lần thứ năm của Quốc tế Cộng sản (1924), Nguyễn Ái Quốc chỉ ra sự to lớn của hệ thống thuộc địa: "Năm 1876: 1/4 tỷ người dân thuộc địa thì năm 1914: 1/2 tỷ dân thuộc địa. Đến đầu những năm 20, diện tích các nước thuộc địa gấp 5 diện tích các nước chính quốc, còn dân số chính quốc chưa bằng 3/5 số dân các nước thuộc địa. Số dân thuộc địa Anh đông gấp hơn 8,5 số dân nước Anh còn đất đai rộng gấp 252 lần của nước Anh..."
Ngày 23 tháng 6 năm 1924, phát biểu tại phiên họp thứ 8 Đại hội 5, Nguyễn Ái Quốc nói: "Tôi đến đây không ngừng lưu ý Quốc tế Cộng sản đến một sự thật là: thuộc địa vẫn đang tồn tại, và vạch ra để Quốc tế Cộng sản thấy rằng: cách mạng, ngoài vấn đề tương lai của các thuộc địa còn có cả nguy cơ của các thuộc địa. Song, tôi thấy rằng hình như các đồng chí chưa hoàn toàn thấm nhuần tư tưởng rằng vận mệnh của giai cấp vô sản thế giới và đặc biệt là vận mệnh của giai cấp vô sản ở các nước đi xâm lược thuộc địa gắn chặt với vận mệnh của giai cấp bị áp bức ở các thuộc địa. Vì vậy, tôi sẽ tận dụng mọi cơ hội có được, gợi ra những vấn đề và nếu cần, tôi sẽ thức tỉnh các đồng chí về vấn đề thuộc địa".
Trong thời gian ở Liên Xô, Nguyễn Ái Quốc tranh thủ viết bài cho các báo Nhân đạo (L’Humanité), Đời sống công nhân (La Vie Ouvrière), Sự thật (Pravda), Người cùng khổ (Le Paria), Thư tín quốc tế (Inprékor), Tạp chí Cộng sản vv.v.. Các bài báo tập trung nói về các vấn đề liên quan đến giai cấp công nhân, đến cuộc đấu tranh của giai cấp công nhân ở các thuộc địa, mối quan hệ giữa cách mạng vô sản ở chính quốc và cách mạng thuộc địa.
Nguyễn Ái Quốc đặc biệt quan tâm đến chiến lược quân sự của các nước lớn đối với khu vực châu Á – Thái Bình Dương. Sau khi phân tích những động thái quân sự của Nhật Bản ở đảo Yap, Mỹ tăng cường tàu chiến ở Thái Bình Dương, Pháp củng cố hệ thống thuộc địa vành đai Thái Bình Dương, Nguyễn Ái Quốc dự đoán chính xác rằng khu vực này "tương lai có thể trở thành lò lửa của cuộc chiến tranh thế giới mới"

## Thời kỳ ở Trung Quốc (1924–1927)
Ngày 11 tháng 11 nǎm 1924, Nguyễn Ái Quốc rời Liên Xô tới Quảng Châu, lấy tên là Lý Thụy, làm phiên dịch trong phái đoàn cố vấn của chính phủ Liên Xô bên cạnh Chính phủ Trung Hoa Dân quốc.
Thời gian này ông cũng gặp mặt một số nhà cách mạng lão thành người Việt đang sống và hoạt động lưu vong trên đất Trung Quốc, trong đó có Phan Bội Châu. Trong một báo cáo gửi đoàn chủ tịch Quốc tế Cộng sản đề ngày 18 tháng 12 năm 1924, ông viết về Phan Bội Châu:
"Ông ấy không hiểu chính trị và lại càng không hiểu việc tổ chức quần chúng, tôi đã giải thích cho ông ấy hiểu sự cần thiết của tổ chức và sự vô ích của những hành động không có cơ sở. Ông ấy đã đưa tôi một bản danh sách của 14 người Việt Nam đã cùng ông ta hoạt động bấy lâu."
Trong nhóm 14 người này có một số thành viên của Tâm Tâm xã – một tổ chức cấp tiến hoạt động từ 1923 với những thành viên như Hồ Tùng Mậu, Lê Hồng Sơn, Phạm Hồng Thái, Lê Hồng Phong, Lâm Đức Thụ,... Những thành viên đầu tiên của Tâm Tâm xã là Lê Hồng Sơn, Hồ Tùng Mậu, Nguyễn Giản Thanh, Đặng Xuân Hồng, Trương Quốc Huy, Lê Cầu, Nguyễn Công Viễn; đến đầu năm 1924 thì Lê Hồng Phong và Phạm Hồng Thái được kết nạp. 

Nguyễn Ái Quốc vào năm 1923

Năm 1925, ông (lúc này mang tên Vương) lựa chọn một số phần tử tích cực của Tâm Tâm xã, huấn luyện thêm và trên cơ sở đó, lập ra Cộng sản đoàn, rồi tiếp tục dựa trên Cộng sản đoàn mà thành lập Việt Nam Thanh niên Cách mạng Đồng chí Hội (hay còn gọi là Hội Việt Nam cách mạng Thanh niên) vào tháng 6. Hội này phái người về nước vận động và đưa thanh niên sang Quảng Châu đào tạo. Cho tới 1927, hội mở được 3 khoá gần 10 lớp huấn luyện, đào tạo 75 hội viên, mỗi khóa chỉ kéo dài 2–3 tháng. Nguyễn Ái Quốc đứng lớp, Hồ Tùng Mậu và Lê Hồng Sơn phụ giảng. Việc làm quan trọng nhất của hội trong thời gian này là cử được người đi học tại Đại học Phương Đông (Liên Xô) và trường Quân chính Hoàng Phố của Quốc dân Đảng Trung Quốc. Nguyễn Hải Thần và Vũ Hồng Khanh cũng từng làm việc hoặc học tập ở trường Hoàng Phố. Trần Phú, Lê Hồng Phong, Bùi Công Trừng, Phùng Chí Kiên, Lê Thiết Hùng, Nguyễn Sơn,… là những người được đưa đi đào tạo tại một trong hai trung tâm trên. Phần lớn người khác, như Nguyễn Lương Bằng, sau đó về nước hoạt động. Chương trình học tập gồm:
- Học "nhân loại tiến hóa sử", nhưng chủ yếu học thời kì tư bản chủ nghĩa cho tới đế quốc chủ nghĩa; sau đó học lịch sử vận động giải phóng của Triều Tiên, Trung Quốc, Ấn Độ, lịch sử mất nước của Việt Nam.
- Chủ nghĩa Mác – Lenin, học có phê phán chủ nghĩa Tam dân và chủ nghĩa Gandhi.
- Phần sau là về tổ chức: lịch sử và tổ chức ba Quốc tế Cộng sản, các tổ chức phụ nữ, thanh niên quốc tế, quốc tế cứu tế đỏ, quốc tế nông dân.
- Phần cuối là về vận động quần và tổ chức quần chúng, bài tập là các buổi thực tập. Sau mỗi tuần có "báo cáo học vấn" tại các tiểu tổ, học viên tự kiểm tra, phê bình và tự phê bình lẫn nhau.

Ông cũng lập ra tờ Thanh niên làm cơ quan phát ngôn của hội tới tháng 2 năm 1930, tờ này ra được 208 số. Cuốn Đường Kách mệnh tập hợp các bài giảng của ông, được Hội Liên hiệp các dân tộc bị áp bức ở Á Đông xuất bản năm 1927. Ông cho rằng để cách mạng thành công, phải coi học trò, nhà buôn, điền chủ nhỏ đều là bầu bạn của cách mạng. Tư tưởng này của ông trong đầu thập niên 1930 đã vấp phải sự phê phán của một số người cộng sản Việt Nam khác. Ngoài ra, trong thập niên 1920, một trong những quan điểm của ông về cách mạng là: cách mạng giải phóng dân tộc ở thuộc địa có thể bùng nổ và giành thắng lợi trước cách mạng vô sản ở chính quốc.
Có bằng cớ là trong thời gian ở Quảng Châu, ông đã kết hôn với một hộ lý Trung Quốc tên là Tăng Tuyết Minh, đảng viên Đảng Cộng sản Trung Quốc (ngày 18 tháng 10 năm 1926) và sống với nhau cho đến khi ông rời Quảng Châu, vào khoảng tháng 4 năm 1927, từ đó không bao giờ còn gặp lại. Nhưng ông cũng đã từng cho rằng ông chưa bao giờ lập gia đình và có vợ con.
Cùng năm 1925, ông tham gia thành lập Hội Liên hiệp các dân tộc bị áp bức ở Á Đông, do Liêu Trọng Khải, một cộng sự thân tín của Tôn Dật Tiên, làm hội trưởng và ông làm bí thư.
Tháng 5 năm 1927, chính quyền Trung Hoa Dân Quốc đặt những người cộng sản ra ngoài vòng pháp luật, ông rời Quảng Châu đi Hồng Kông, rồi sang Moskva. Tháng 11 năm 1927, ông được cử đi Pháp, rồi từ đó đi dự cuộc họp Đại hội đồng của Liên đoàn chống chiến tranh đế quốc từ ngày 9 tháng 12 đến ngày 12 tháng 12 năm 1927 tại Bruxelles, Bỉ. Sau đó, ông cũng qua Ý.

## Những năm 1928, 1929
Mùa thu 1928, Hồ Chí Minh từ châu Âu đến Thái Lan, với bí danh Thầu Chín (trong tiếng Thái và tiếng Lào, "thầu" chỉ người nhiều tuổi và biểu thị sự tôn kính) để tuyên truyền và huấn luyện cho Việt kiều, đồng thời móc nối một số thanh thiếu niên Việt Nam sang Thái Lan hoạt động. Theo Bác Hồ – hồi ký, phần kể của Lê Mạnh Trinh thì khi đó có khoảng 2 vạn người Việt sống ở Thái Lan, kiếm sống chủ yếu bằng lao động và sinh sống khá rải rác, thiếu liên kết, tập trung nhiều hơn cả là ở vùng Đông Bắc. Cho tới thời điểm 1928, đa số họ mới di cư sang Thái Lan trong vòng khoảng mấy chục năm. Ngô Quảng, Thần Sơn, Phan Bội Châu, Đặng Tử Kính,... đã từng hoạt động tại Thái, tuy nhiên không ai trong số họ tuyên truyền và tổ chức cho Việt kiều cả.
Hồ Chí Minh chủ trương tuyên truyền cho kiều bào và tổ chức họ vào những hội thân ái, tổ chức các buổi sinh hoạt văn hóa cho họ, xin chính phủ Thái cho mở trường dành cho Việt kiều, Hồ Chí Minh đi (chủ yếu là đi bộ) và vận động hầu khắp các vùng có kiều bào ở Thái Lan . Giống như tại nhiều nơi đã hoạt động, ông cho in báo – tờ Thân ái.
Cuối năm 1929, Hồ Chí Minh rời Thái Lan, theo ngả Singapore để sang Trung Quốc.

## Thành lập Đảng Cộng sản Việt Nam
Ba tổ chức cộng sản tại Việt Nam, tuy mới thành lập nhưng đã mâu thuẫn rõ rệt và tranh giành sự ủng hộ của quần chúng. Đông Dương Cộng sản Đảng phê An Nam Cộng sản Đảng là "hoạt đầu, giả cách mạng"; An Nam Cộng sản Đảng chỉ trích Đông Dương Cộng sản Đảng là "chưa thật cộng sản", "chưa thật Bôn-sê-vích"... Ngày 3 tháng 2 năm 1930 (hoặc ngày 6 tháng 1 năm 1930), tại Cửu Long (九龍) thuộc Hương Cảng, ông thống nhất ba tổ chức đảng cộng sản thành Đảng Cộng sản Việt Nam trong một hội nghị được tổ chức tại nhà một người công nhân, ngoài ông còn có năm người khác là các đại diện cộng sản. Các văn kiện quan trọng nhất (như Chính cương vắn tắt, Sách lược, Điều lệ vắn tắt của Đảng, Lời kêu gọi nhân dịp thành lập Đảng) của hội nghị này đều do ông soạn thảo và được cho là thể hiện những quan điểm và tư tưởng khác với chủ trương khi đó của Quốc tế Cộng sản. Bởi vậy, khi Trần Phú về nước vào tháng 4 năm 1930 thì được bầu bổ sung vào Ban Chấp hành Trung ương Lâm thời của Đảng và được giao soạn thảo Luận cương chính trị cũng như trở thành Tổng bí thư. Luận cương chính trị này, theo như nhận định chính thống trong các văn kiện và tài liệu ở giai đoạn sau của Đảng Cộng sản Việt Nam, mang tính tả khuynh rõ rệt.
Tháng 3 năm 1930, ông trở lại Thái Lan trong một thời gian ngắn, sau đó quay lại Trung Hoa.

## Những năm 1931–1933

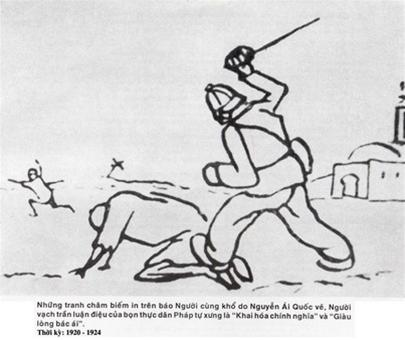

Năm 1931, dưới tên giả là Tống Văn Sơ, Nguyễn Ái Quốc bị nhà cầm quyền Hương Cảng (Hồng Kông) bắt giam. Ông bị giam từ ngày 6 tháng 6 năm 1931 đến ngày 28 tháng 12 năm 1932. Ban đầu chính quyền Anh tại Hồng Kông dự định trục xuất ông với ý định lực lượng của Pháp sẽ bắt ông và đưa về Việt Nam. Tại đó Pháp sẽ thi hành ngay tức thì bản án tử hình vắng mặt cho Nguyễn Ái Quốc đã được tuyên tại Tòa án Vinh từ tháng 10 năm 1929.
Tổ chức Cứu tế Đỏ, thuộc Quốc tế Cộng sản, đã liên hệ và sắp xếp luật sư Frank Loseby can thiệp, bào chữa cho ông. Sau 9 phiên tranh tụng tại Tòa Thượng thẩm Tối cao Hồng Kông, Thẩm phán tối cao Ngài (Sir) Joseph Kemp tuyên bố thực hiện lệnh trục xuất Tống Văn Sơ. Luật sư Loseby tiếp tục đệ đơn kháng án lên Ủy ban Tư pháp thuộc Cơ Mật Viện Hoàng gia Anh —nơi có thẩm quyền tối cao đối với các vụ án xảy ra tại các xứ thuộc địa của Anh.
Ngày 21 tháng 7 năm 1932, tại tòa án thuộc Cơ Mật Viện (London), chánh án đã phán quyết Tống Văn Sơ được thả tự do. Ngày 28 tháng 12 năm 1932, ông được thả khỏi bệnh xá nhà tù Bowen Road (Hồng Kông). Ông bèn xuống tàu sang Singapore, song vẫn bị mật thám theo dõi. Tàu vừa cập bến Singapore, cảnh sát đón bắt và áp giải Tống Văn Sơ xuống tàu Hồ San (Ho Sang) quay về Hồng Kông. Họ tuyên bố rằng, chính quyền Singapore không phụ thuộc vào bất cứ lệnh nào của các chính quyền khác, bởi thế, cũng không bắt buộc phải thi hành việc đảm bảo của chính quyền Hồng Kông. Sau khi bị bắt, Tống Văn Sơ tìm cách liên lạc được với luật sư Loseby. Loseby khẩn cầu Thống đốc Hồng Kông William Peel can thiệp. Thống đốc Peel ra lệnh thả Nguyễn Ái Quốc và yêu cầu ông phải rời khỏi Hồng Kông trong vòng 3 ngày.
Ngày 22 tháng 1 năm 1933, với sự hỗ trợ của Loseby, cải trang thành một thương nhân giàu có, Nguyễn Ái Quốc rời Hồng Kông bí mật trên một chiếc thuyền nhỏ, được thuê bởi chính quyền Hồng Kông, vượt ra eo biển Lý Ngư Môn (Lei Yue Mun) để đến chiếc tàu lớn An Huy (Anhui) đang chờ sẵn ngoài khơi. Sau đó, Nguyễn Ái Quốc đã chính thức rời Hồng Kông trên tàu An Huy để đến Hạ Môn ngày 25 tháng 1 năm 1933.
Sau khi ở Hạ Môn khoảng năm, sáu tháng, đầu năm 1933, ông lên Thượng Hải. Từ đây, ông được Đảng Cộng sản Trung Quốc bố trí đưa đi Liên Xô.

## Những năm 1933–1938, ở Liên Xô lần thứ hai
Đầu năm 1933, Nguyễn Ái Quốc đã có mặt ở Liên Xô. Ông dự Đại hội lần thứ 7 Quốc tế Cộng sản (từ ngày 25 tháng 7 đến ngày 20 tháng 8 năm 1935), nhưng không được bầu vào Ban Chấp hành Trung ương của Quốc tế Cộng sản. Đại diện của Việt Nam tại Ban Chấp hành này là Lê Hồng Phong. Theo tài liệu của một số nhà sử học, ông bị ép buộc phải ở lại Liên Xô và bị giam lỏng (hoặc nói nhẹ hơn là bị kỷ luật), do bị nghi ngờ về lý do ông được nhà cầm quyền Hương Cảng trả tự do. Ông phụ trách chung những người cộng sản Việt Nam và theo học khóa ngắn hạn tại trường Lenin là trường Đảng cao cấp dành cho các lãnh tụ cộng sản nước ngoài (1934-1935). Năm 1935, ông được bầu làm đại diện của Đảng Cộng sản Đông Dương bên cạnh Quốc tế Cộng sản. Trong khi Lê Hồng Phong, Nguyễn Thị Minh Khai,... về nước từ 1936 và các học sinh người Việt Nam không tiếp tục sang Liên Xô nữa thì ông vẫn phải ở lại Liên Xô. Thời gian này ông có theo học lớp nghiên cứu sinh sử học của Viện nghiên cứu các vấn đề dân tộc và thuộc địa nhưng sau đó không tốt nghiệp. Ông rời Liên Xô vào mùa thu năm 1938.
Ít nhất ông có hai tên gọi trong thời kì ở Liên Xô: ở trường Lenin ông lấy tên là Linov (Li-nốp), đối với nhóm học sinh ở Viện nghiên cứu các vấn đề dân tộc và thuộc địa ông lấy tên là Lin.
Trong những năm 1931–1935, ông đã bị Trần Phú và sau đó là Hà Huy Tập phê phán về đường lối cải lương, không đúng đường lối đấu tranh giai cấp của Quốc tế Cộng sản. Hà Huy Tập đã viết trên tạp chí Bônsơvích (số 8/12-1934):
"...chúng ta không được quên những tàn tích quốc gia chủ nghĩa của Nguyễn Ái Quốc và những chỉ thị sai lầm của đồng chí ấy về những vấn đề căn bản của phong trào cách mạng tư sản dân quyền và những lý luận cơ hội của đồng chí ấy bám rễ vào đầu óc của phần đông đồng chí chúng ta, giống như những tàn tích tư sản vẫn sống dai dẳng trong đầu óc những hội viên Thanh Niên, Tân Việt và Vừng Hồng.
Nguyễn Ái Quốc không hiểu được những chỉ thị của Quốc tế cộng sản; không hợp nhất được ba tổ chức cộng sản từ trên xuống dưới... Tài liệu Sách lược vắn tắt của Đảng và Điều lệ của Đảng hợp nhất không theo đúng chỉ thị của Quốc tế cộng sản. Ngoài ra Nguyễn Ái Quốc còn chủ trương một sách lược cải lương và hợp tác: "trung lập tư sản và phú nông", "liên minh với địa chủ nhỏ và vừa", v.v. Vì những sai lầm đó, nên từ tháng Giêng đến tháng 10 năm 1930, Đảng Cộng sản Đông Dương đã đi theo một chiến lược có nhiều điểm trái với những chỉ thị của Quốc tế cộng sản, tuy trong thực tế đã lãnh đạo quần chúng kiên quyết đấu tranh cách mạng."

## Từ năm 1938 đến đầu năm 1941
Năm 1938, ông trở lại Trung Quốc. Trong vai thiếu tá Bát Lộ quân Hồ Quang, Nguyễn Ái Quốc đến công tác tại văn phòng Bát Lộ quân Quế Lâm, sau đó đi Quý Dương, Côn Minh rồi đến Diên An, căn cứ đầu não của Đảng Cộng sản Trung Quốc và Hồng quân Trung Quốc vào mùa đông 1938. Khi này đang là thời kì Quốc – Cộng hợp tác trong cuộc kháng chiến chống Nhật, Tưởng Giới Thạch có đề nghị Đảng Cộng sản Trung Quốc cử một đoàn cán bộ đi hướng dẫn cho Quốc Dân Đảng về kỹ thuật chiến đấu du kích. Tổng phụ trách đoàn là Diệp Kiếm Anh. Từ tháng 6 năm 1939, Hồ Quang được gửi tới phái đoàn này làm người phụ trách chính trị. Trên thực tế, ban lãnh đạo Đảng Cộng sản Đông Dương lúc này cũng mất liên lạc với ông tới tháng 1 năm 1940 (thời kì này lấy bí danh là Trần).

## Nhận xét giai đoạn những năm 1930
Có thể nhận xét rằng cho tới giai đoạn này, ngoại trừ hoạt động khi thành lập Đảng Cộng sản Đông Dương vào đầu năm 1930, vai trò của ông trong quá trình ra quyết định ở hàng ngũ lãnh đạo cộng sản cũng như sự tham gia trực tiếp vào các sự kiện liên quan đến những người cộng sản tại Việt Nam là không nhiều. Từ thập niên 1920, các tác phẩm chính trị cũng như báo chí do ông viết đã được chuyển về nước. Trong thời kì Mặt trận Dân chủ Đông Dương (1936–1939), ông có viết báo và gửi bài về in trên tờ Notre Voix – tờ báo công khai của Đảng bằng tiếng Pháp – dưới bút danh P.C. Lin. Một trong những việc mà ông thường làm mỗi khi có sự kiện xảy ra ở Việt Nam là viết thư đề nghị hoặc báo cáo gửi Quốc tế Cộng sản, nhưng kết quả của những tác động đó là hạn chế. Khi khởi nghĩa Nam Kỳ nổ ra, ông – khi này đang ở Trung Quốc và chỉ biết tin qua báo chí – đã viết một bức điện với nội dung rằng thời cơ hành sự chưa chín, nhẽ ra không thể tiến hành khởi nghĩa vũ trang, nhưng khi chuyện đã rồi thì cần rút lui cho khéo nhằm duy trì được phong trào. Nhưng bức điện này không chuyển đi được.